# 熊野磨崖仏

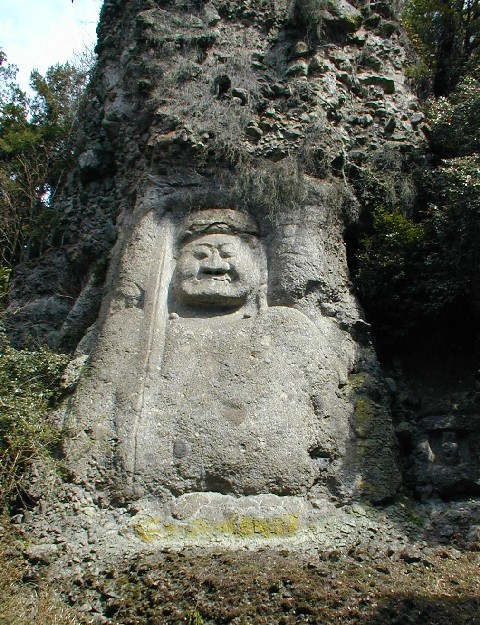
熊野磨崖仏不動明王像

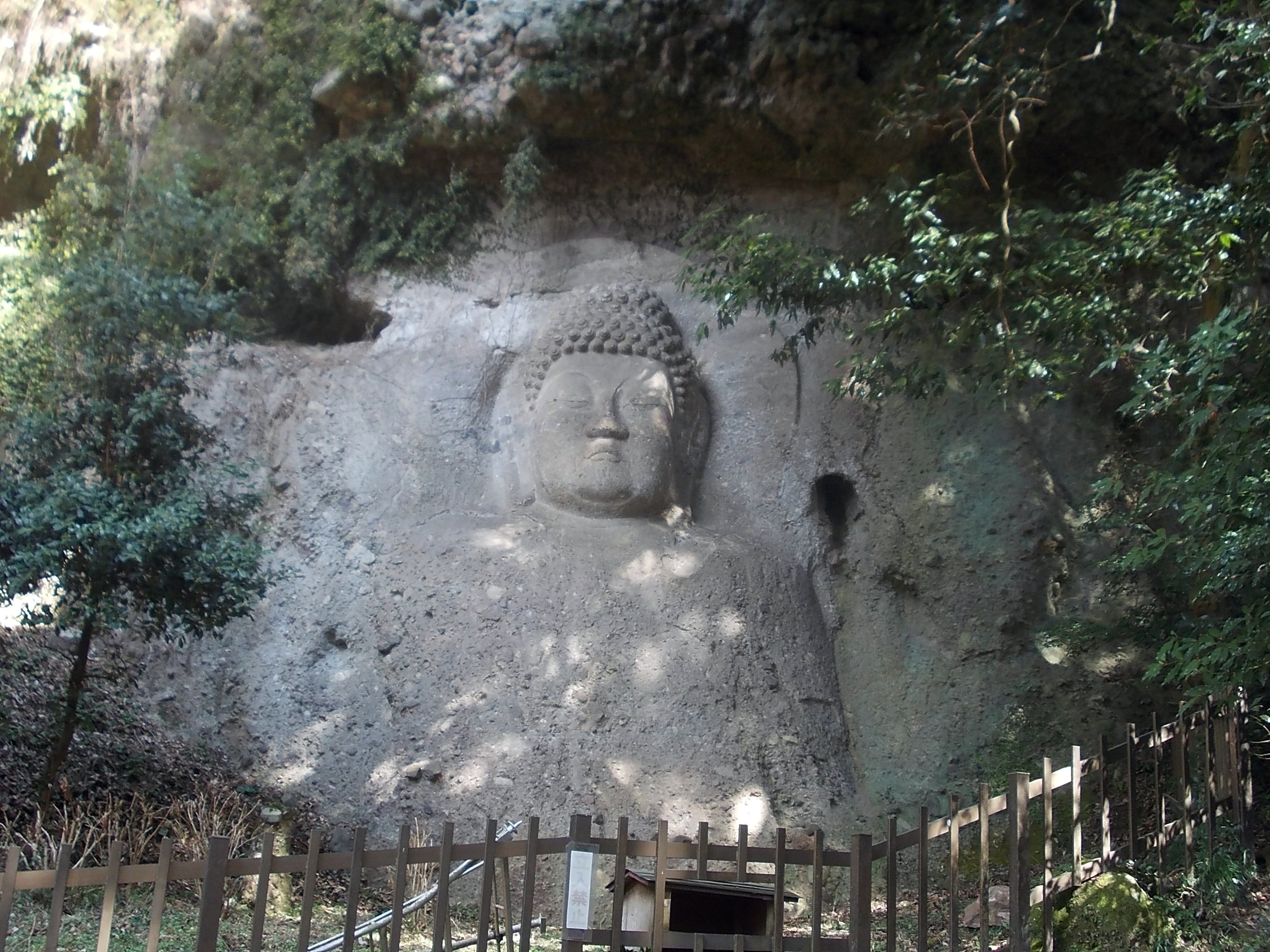
熊野磨崖仏大日如来像

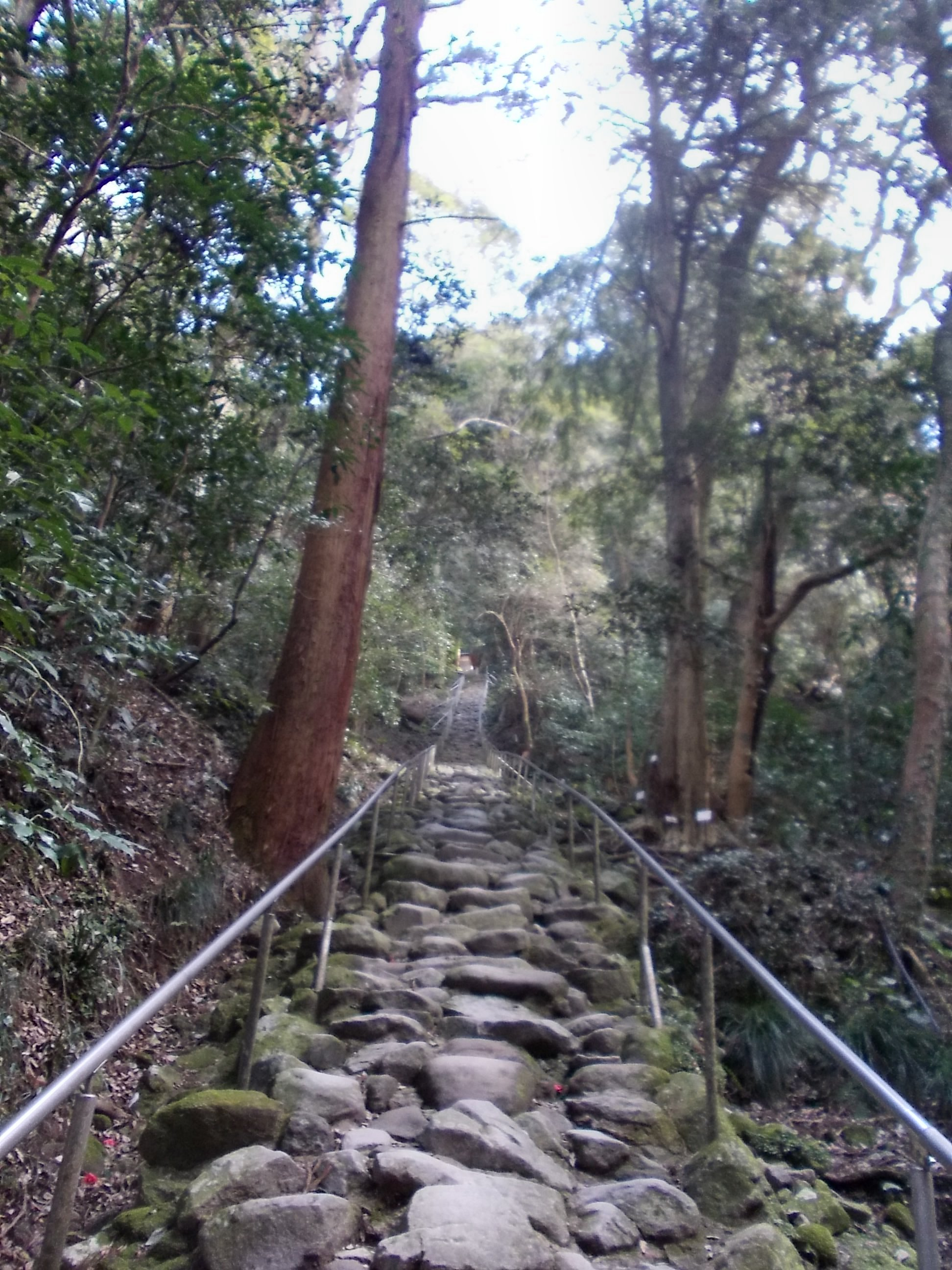
鬼が一夜にして積み上げたという伝説が残る自然石を乱積にした石段

熊野磨崖仏（くまのまがいぶつ）は、大分県豊後高田市にある平安時代後期の磨崖仏。磨崖仏としては日本国内最大級のものである。国の重要文化財（1964年5月26日指定）及び史跡（1955年2月15日指定）に指定されている。

## 概要
熊野磨崖仏への入り口は、豊後高田市田染の田原山（鋸山）山麓にある今熊野山胎蔵寺（いまくまのさんたいぞうじ）である。この寺の脇から急な山道を300メートルほど分け入ると、鬼が一夜にして積み上げたという伝説が残る自然石を乱積にした石段に達する。この急峻な石段を登ると左手が開け、岩壁に刻まれた2体の巨大な磨崖仏が現れる。磨崖仏の作者は不明だが、六郷山寺院の本尊寺宝等の記載もある安貞の目録には、深明如来の作とされている。実態は不明だが、磨崖仏の裏手には仏師が籠もったとされる洞窟（御所帯場と呼ばれる）などが存在する。
また、石段を登りきると熊野神社がある。
- 不動明王二童子像

向かって左に位置する高さ約8メートルの半身像。鎌倉時代の作とされ、安山岩質の礫混じりの硬い岩壁に造られたため、彫り口がやや浅く、明王像ではあるが口元に柔和な笑みを浮かべているようにも見える。左右両脇には高さ約3メートルの矜羯羅童子像、制多迦童子像の痕跡が認められる。
- 大日如来像（如来形像）

向かって右に位置する高さ約6.7メートルの半身像。高さ約8メートルのくぼみ（龕（がん））の中に彫り出されている。螺髪等の造形的特徴から、不動明王像よりも制作年代が遡ると推定されている。光背上部の種子曼荼羅は鎌倉時代の追刻。
通常の大日如来像は菩薩形（髻を結い、装身具を着ける）に造形されるが、本像は頭髪を螺髪としており、本来の像名は不明である。重要文化財指定名称は「如来形（にょらいぎょう）像」となっている。

## 文化財

### 重要文化財（国指定）
- 熊野磨崖仏
  - 如来形像 1躯 光背上方に種子曼荼羅3面を刻む
  - 不動明王及二童子像 3躯

### 史跡（国指定）
- 熊野磨崖仏 附 元宮磨崖仏及び鍋山磨崖仏